# マロンパイ
マロンパイ（Marron pie）あるいはチェストナッツパイ（Chestnut pie）は栗を主な材料としたパイ料理の一種。イタリア料理の一種として知名度が高く、15世紀まで起源がさかのぼる歴史ある料理である。一方で、アメリカ南部の料理としてのとらえ方をする料理評論家もいる。

## 歴史
ガストロノミー的観点から考えると、15世紀にバルトロメオ・プラティーナが発表した論文「名誉ある喜びと健康について」が初出である。同著者の別の料理本では、 乳鉢と乳棒を使用して栗をすりつぶし、ミルクを加えた後、混合物を濾す処理を施したものがレシピとして掲載されている。 ここでは栗の他に、パイ生地にスペルト小麦を用いたタルトを作るためのレシピについての説明があり、色付けにサフランを加えることが推奨されている。
16世紀になると、ルネサンス時代を代表する料理人バルトロメオ・スカッピの手によって1570年頃に編纂された大作の料理本「Opera dell'arte del cucinare」で新たに発表された。このレシピでは完熟していない栗を乾燥させたものを用いることを推奨している。
1858年の文献で確認できるレシピでは、オレンジの花で香りづけした栗を、パイの中にあらかじめ折り込む方法が採用されている。
1908年に発表されたレシピでは、皮をむいた栗、インゲン豆、ハリコットストック、塩、コショウを用いたレシピを掲載されている。

## 香味野菜と栗のパイ
1915年ごろには完全に料理の一種として定着しており、この頃のトレンドとして、栗のほかにもマネギ、セロリ、リーキ、バターナッツスカッシュなどの香味野菜、缶詰のきのこ、ホワイトソース、ビスケット生地が好んでい用いられたようである。

## デザートとしてのパイ
デザートとして食べる場合は、クリームやホワイトチョコを加えるパターンがある。